# Albina Mali
 (février 2025).
Pour les articles homonymes, voir Mali (homonymie).
Albina Mali-Hočevar (12 septembre 1925 – 24 janvier 2001) , était une femme slovène, membre des partisans yougoslaves, servant comme soldate pendant la Seconde Guerre mondiale et occupant plus tard divers rôles politiques au sein du Parti communiste yougoslave.

## Biographie
Albina Mali est née le 12 septembre 1925 dans le village slovène de Vinica, dans la municipalité de Črnomelj, au sein d'une famille ouvrière de huit enfants. Son père exerçait le métier de cordonnier et sa mère était ouvrière. Mali a commencé ses études à Črnomelj, mais au cours de sa troisième année, son père est tombé malade et la famille a dû déménager à Jurka Vas, où il mourut en 1934. À cause de cela, elle quitta l'école pour rejoindre le marché du travail afin de subvenir aux besoins de la famille, d'abord à Vrh pri Šmihel, et deux ans plus tard, à Brezova Reber pri Dvoru . Alors qu'elle vivait avec sa famille à Brezova Reber pri Dvoru, Mali a fréquenté l'école de Dolnji Ajdovec, où elle a obtenu son diplôme en 1941. Après le début de la Seconde Guerre mondiale en Yougoslavie, Albina Mali rejoint le Mouvement de libération nationale et est formée par Hermann Heningman, un partisan de Dolenjske Toplice . Elle a assuré la communication entre Novo Mesto et Brezova Reber, où se trouvaient les militants et le campement des partisans.
En décembre 1941, elle quitte Brezova Reber et, sur ordre de Heningman, trouve un emploi à Novo Mesto. Depuis l’hôtel où elle travaillait, Mali distribuait des tracts et des dépliants tout en gardant contact avec les coursiers entrants. Trois mois plus tard, elle emménagea avec sa mère à Češča Vas . Pendant ce temps, elle a coordonné les contacts entre Novo Mesto, Češča Vas, Brezova Reber et Prečna. En juin 1942, une compagnie de gardes en détachement de Basse-Carniole occidentale fut libérée et transférée de Vrezovo Rebro à Jošt . Alors que la contre-offensive italienne se poursuivait sur le territoire des partisans libérés, le détachement fut divisé en plusieurs petits groupes, puis se reforma en une seule unité à Podstenice après la fin de l'offensive. C'est à Podstenice, en août 1942, que Albina Mali fut admise au sein de la Ligue des Jeunesses Communistes de Yougoslavie . En décembre 1942, elle devient soldate dans le mouvement, servant dans la 3ème compagnie du 3ème bataillon de la 1ère brigade de grève prolétarienne de libération nationale slovène « Tone Tomšič ». Albina Mali a travaillé comme infirmière, tout d'abord dans une brigade, puis plus tard dans une compagnie, puis dans un bataillon, où elle est devenue secrétaire de bataillon pour la Ligue des Jeunesses Communistes. Elle était malheureuse dans son rôle d'infirmière, pleurant de frustration à cause de son travail.
Albina Mali a participé à des campagnes militaires à travers la Slovénie entre 1942 et 1943. Elle fut blessée trois fois au cours de cette campagne : premièrement, sur le champ de bataille en septembre 1942 près de Suvoj, deuxièmement, le 21 janvier 1943 lors d'une bataille contre un réduit des Gardes blancs près de Zagorica pri Čatežu, et enfin, le 15 septembre 1943 près de Veliki Osolnik lors de la bataille de Turjak, lorsqu'une mine explosa à côté d'elle. En plus d'avoir une importante cicatrice à la joue, elle a perdu un oeil. Après cette blessure, Mali a été transférée à l'hôpital partisan de Jelendol à Kočevski Rog, puis à Črmošnjice  puis à Žumberak en Croatie. En 1944, elle devient membre de la Ligue des communistes de Yougoslavie.
Albina Mali quitta Žumberak vers la fin de l'année 1944 pour retourner à White Carniola, où elle participa aux batailles avec le détachement partisan local. Elle a fréquenté l'école du parti communiste de mai à juillet 1944 à Kočevski Rog. Après la fin de ses études, Albina Mali a travaillé comme infirmière transportant des blessés italiens à Bari, Gravina, Barletta jusqu'en novembre 1944, date à laquelle elle partit  travailler à Split. Albina Mali a combattu avec le 8ème corps de troupes de choc dalmates en tant qu'infirmière jusqu'au 14 janvier 1945, date à laquelle elle a été transférée dans un orphelinat de Novigrad. À la fin de la guerre, elle s'installe d'abord à Zadar, puis à Trieste, Novo Mesto, Pag, Poreč, Kobarid et Ilirska Bistrica, avant de s'installer finalement à Maribor en décembre 1955. À Ljubljana, elle devient membre des comités de Krsko et de Maribor de la Ligue des communistes de Slovénie
Albina Mali-Hočevar est décédée le 24 janvier 2001 à l'âge de 75 ans,.

## Récompenses
Parmi les autres décorations yougoslaves obtenues, Albina Mali a reçu la Médaille commémorative des partisans en 1946 et fut décorée de l'Ordre du Héros du peuple en 1953.